# La Pénitence de saint Chrysostome
La Pénitence de saint Chrysostome ou La Pénitence de saint Jean Chrysostome est une gravure sur cuivre de l'artiste de la Renaissance allemande Albrecht Dürer datant d'environ 1497.

## Description
Jean Chrysostome est visible  en arrière-plan sur le bord gauche de l'image : il est représenté rampant à quatre pattes, nu et barbu, vu du côté gauche. Son pied gauche est caché par une masse rocheuse couverte de plantes au premier plan de la composition, où une jeune femme nue aux cheveux longs et bouclés et aux jambes croisées, est assise sur un bloc de pierre et allaite un enfant. Ses genoux sont à peu près au même niveau sur l'image que Chrysostome rampant à l'arrière-plan, à peu près au sommet du tiers inférieur. Un certain nombre d'arbres et une ville médiévale avec des murs, des tours et des créneaux sont visibles derrière Chrysostome, avec un paysage vallonné derrière.
Le monogramme de Dürer se trouve en bas de l'image, approximativement au milieu, près des pieds de la jeune femme.

## Sources en littérature
Dürer tire probablement la légende de l'ouvrage Passional oder der Heiligen Leben (Passionnel ou de la vie sainte), publié par Anton Koberger à Nuremberg en 1488 : Jean, un pauvre écolier ou étudiant, embrasse une effigie de la Bienheureuse Vierge Marie. À partir de ce moment, la zone autour de sa bouche est dorée et on lui donne le surnom de Chrysostome (χρυσό στομος, chrysó stomos, « bouche dorée »). À l'âge de 16 ans, il doit être ordonné prêtre, mais s'en sent indigne et commence à vivre en ermite dans le désert. Là, la fille de l'empereur, qui est perdue, le rencontre et passe une nuit d'amour avec lui dans sa grotte. En guise de pénitence, il jure de ne marcher qu'à quatre pattes jusqu'à ce qu'il soit pardonné. Des années plus tard, l'impératrice donne naissance à un autre enfant qui refuse de se faire baptiser. Seul Jean Chrysostome est autorisé à accomplir cet acte sacré. Sa recherche est d'abord vaine jusqu'au jour où des chasseurs traquent un étrange animal sauvage. Lorsque l'enfant impérial voit cet être, il pardonne et Jean Chrysostome, que les chasseurs ne reconnaissent plus comme un être humain, se lève de sa position quadrupède et se révèle à tous. La fille de l'empereur, qui n'a pas non plus été revue jusqu'alors, est également recherchée et retrouvée dans le désert.
Une autre version de l'histoire de Chrysostome date du XIVe siècle qui mélange la légende du saint avec un poème florentin sur la pénitence d'un noble devenu voleur : un acte d'amour a lieu avec une princesse ; Chrysostome non seulement se punit en faisant vœu de pénitence, mais jette également la jeune femme dans un puits. Il écrit sa confession avec de la salive dorée. Il est acquitté par un nourrisson qui parle, le frère de la femme agressée. La princesse survit miraculeusement dans cette version également.
On ne sait pas si la gravure de Dürer représente le frère cadet de la fille de l'empereur prononçant le pardon, ou un enfant né de la nuit d'amour de la princesse avec l'ermite.

## Modèle et postérité

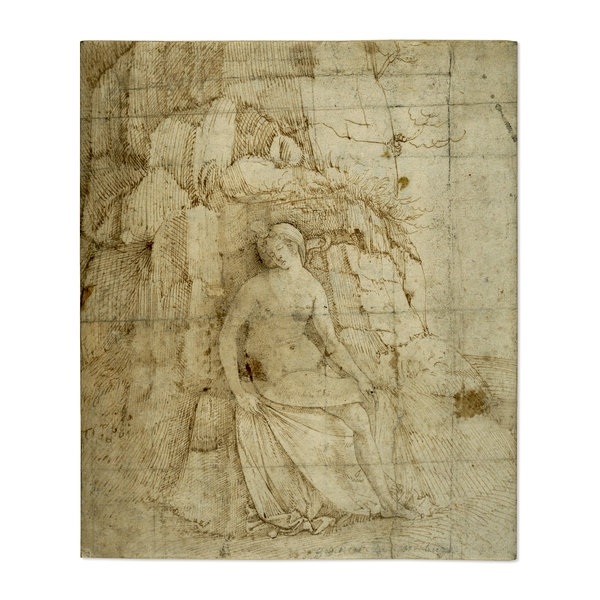
Jacopo de'Barbari, Cléopâtre.

Dürer a peut-être basé sa composition sur Cléopâtre de Jacopo de' Barbari. Lucas Cranach l'Ancien reprend le motif du pénitent Chrysostome en 1509 puis vers 1525. Barthel Beham réalise également une gravure sur ce sujet et Wolf Huber dessine la scène en 1519. La version florentine de la légende est représentée à la fois dans l'art italien et allemand. Cependant, alors que les artistes précédents placent le pénitent au premier plan, Dürer se concentre sur la jeune femme et l'enfant.
Cranach, lui aussi, ne place pas le pénitent au premier plan en tant que personne, mais plutôt la femme, et se concentre principalement sur la représentation du paysage. Sa Pénitence de saint Jean Chrysostome est, comme le note un catalogue d'exposition, « la seule composition [de Cranach] qui intègre une histoire dans un vaste paysage ».

## Critiques
En 1869, la première biographe de langue anglaise de Dürer, Mary Margaret Heaton, déclare que la jeune femme sur l'image est plus attirante que la plupart des autres femmes représentées par Dürer. Elle lui attribue un charisme, « qui nous fait penser que peut-être les sympathies de Dürer n'étaient pas entièrement avec le saint repenti qui est vu à l'arrière-plan ».